# Amt Kisdorf
Het Amt Kisdorf is een Amt in de Duitse deelstaat Sleeswijk-Holstein. Het omvat negen gemeenten in de Kreis Segeberg. Het bestuur voor het Amt is gevestigd in  Kattendorf.

## Deelnemende gemeenten
1. Hüttblek
2. Kattendorf
3. Kisdorf
4. Oersdorf
5. Sievershütten
6. Struvenhütten
7. Stuvenborn
8. Wakendorf II
9. Winsen